# 槇尾山
槇尾山（まきおさん）は、大阪府和泉市にある標高600 mの山。標高500 mくらいのところに行基・空海ゆかりの古刹「施福寺」があり、参拝登山者の多い霊峰である。

## 概要
ハイキングコースは、河内長野市滝畑側にも用意されているので、和泉市民だけでなく、河内長野市民も気軽に槇尾山への登山を楽しむ事が出来る。
槇尾山の中腹には、青少年の活動の拠点として利用されている緑あふれる施設「和泉市立青少年の家」がある。多目的ホール、談話コーナー、食堂、浴室など快適な設備を多数を整えている。また、八ヶ丸山頂 (419 m) までの全長1.5 kmの森林浴コースである「槇尾山グリーンランド」への登り口もここにあり、八ヶ丸山頂の展望台からは、大阪湾、六甲山、淡路島、関西国際空港などが一望でき、地元での評判は高い。森林浴コース途中には、地場産業のみかん園があり、シーズンにはみかん狩りも楽しめるようになっている。また、全長100 mのローラー滑り台、あじさい園、芝生広場なども楽しめる。
槇尾山の標高500 mくらいのところには、施福寺（天台宗）がある。この寺は、かつては修験道の寺院であったと考えられ、高僧行基や空海もここで修業をした。和泉国の代表的な名刹として全国に知られており、西国三十三所の第四番札所となっている。また、国の重要文化財の寺宝「槇尾山大縁起」は有名である。 現在は、天台宗で本尊の弥勒菩薩と札所本尊の千手観音がまつられている。また、境内からは南東に岩湧山、東に金剛山が眺望できる。春は桜、秋は紅葉が楽しめる。
槇尾山には、三国山や宿山、さらには鍋谷峠へ通じる山道も存在する。その山道で遭難する人もいるので注意が必要。河内長野市側のハイキングコースの途中に、この山道へ入れる分岐点がある。
山頂（捨身ヶ岳ともいう）への登山道はわかりにくく、山頂まで行く人は少ない（施福寺の境内付近を山頂と誤解している人も多い）。山頂からの展望はあまり良くない。蔵岩、仏岩という岩場がありロッククライミングをする人もいる。蔵岩からの展望は良い。清水（きよず）の滝、人智開明の滝といった滝もあるが、そこへの道はややわかりにくく、危険な箇所もある。
なお、2015年現在、山頂、蔵岩は立入禁止となっている。
屯鶴峯（奈良県香芝市）を出発点とする自然歩道・ダイヤモンドトレールの終着点である。

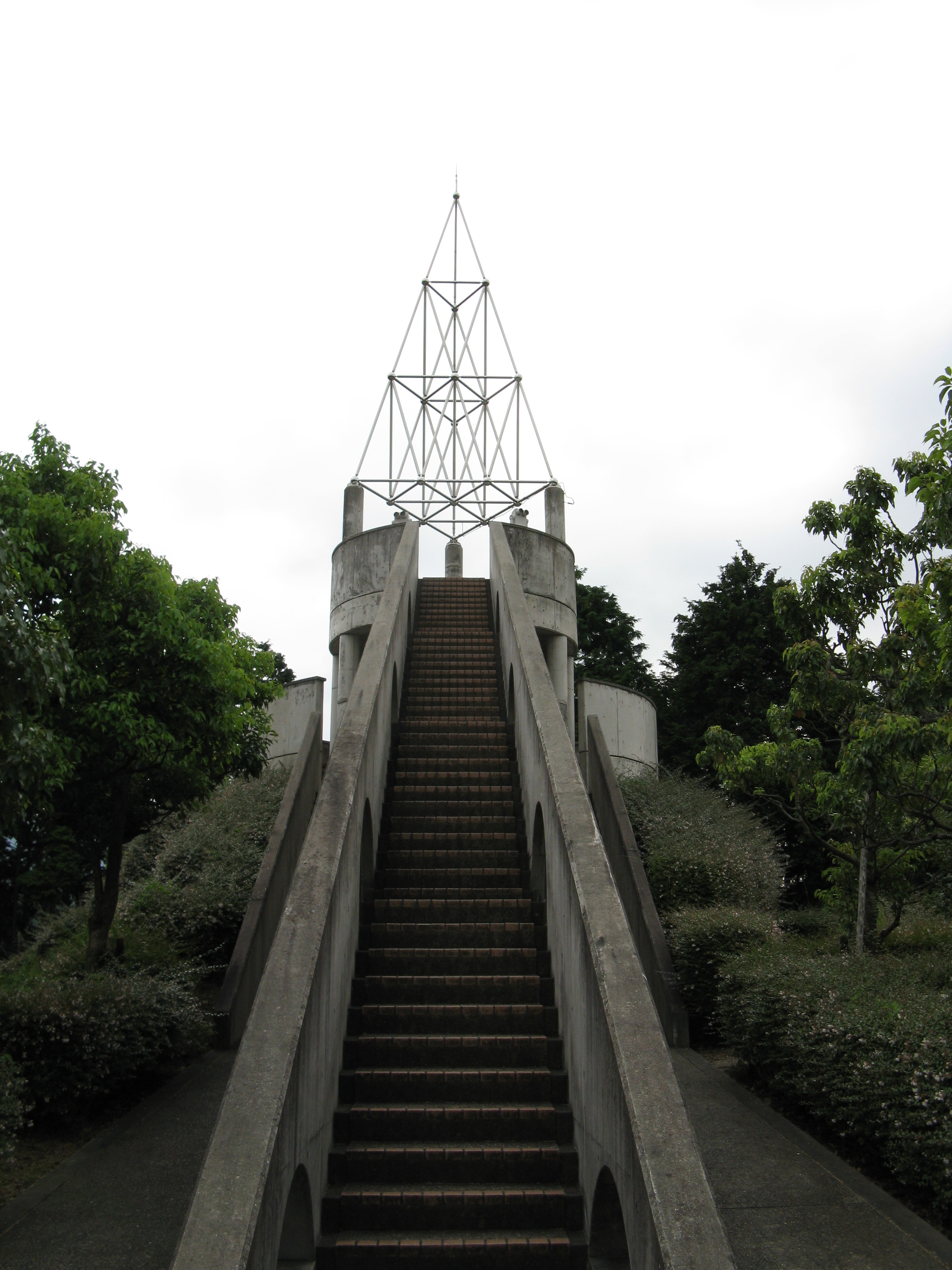
槇尾山グリーンランド展望台(八ヶ丸山　山頂)
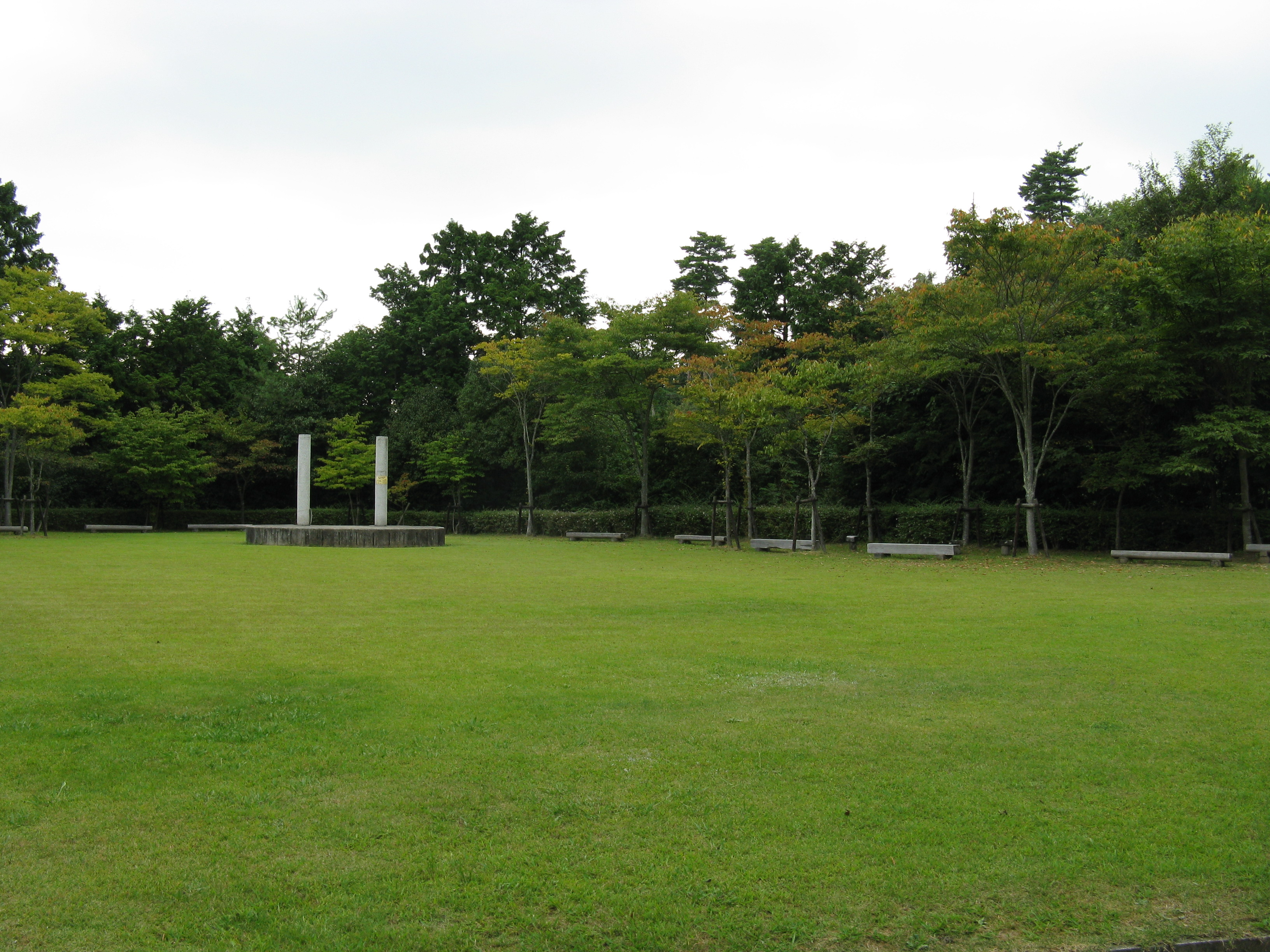
槇尾山グリーンランド芝生広場
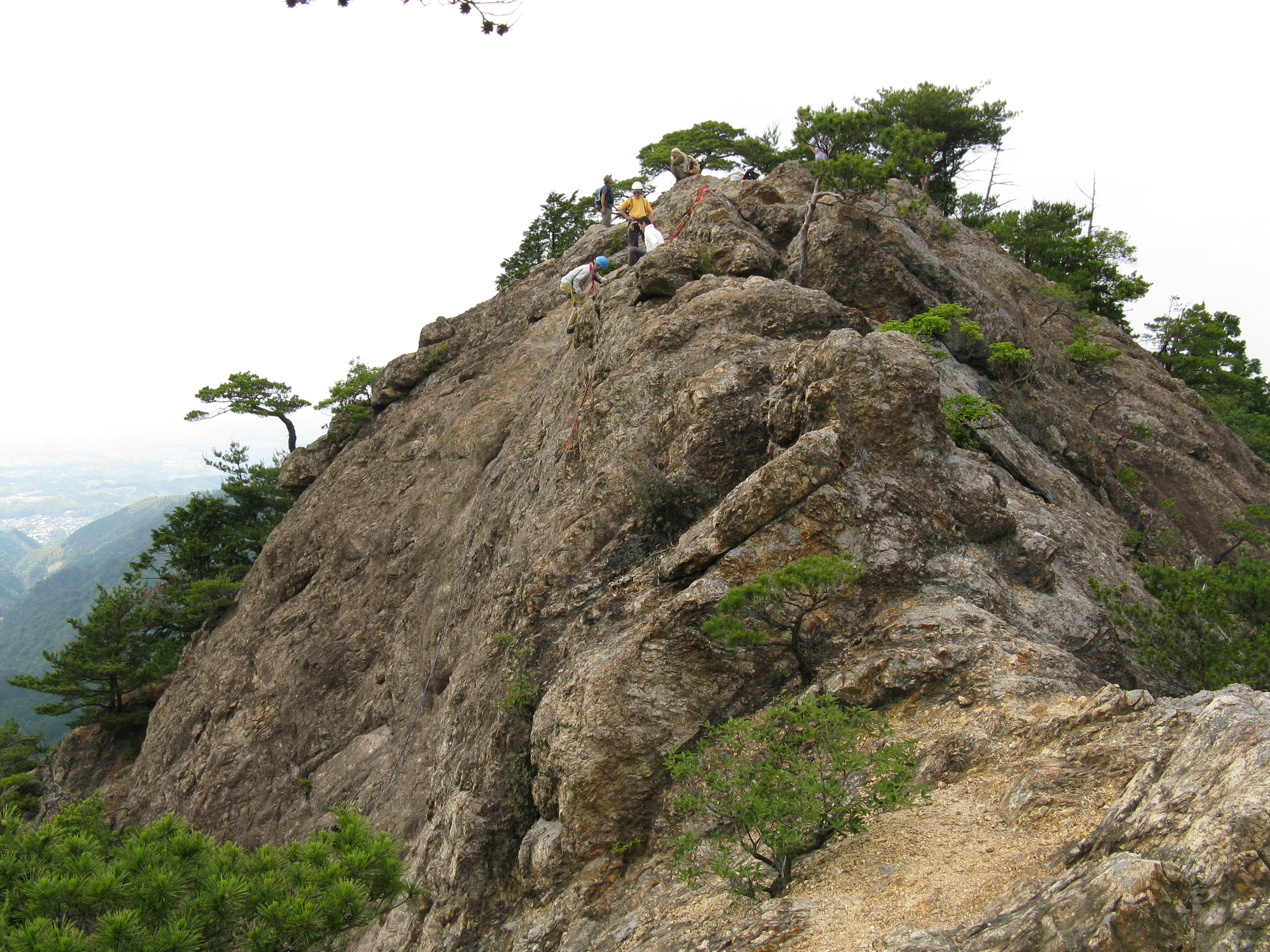
蔵岩
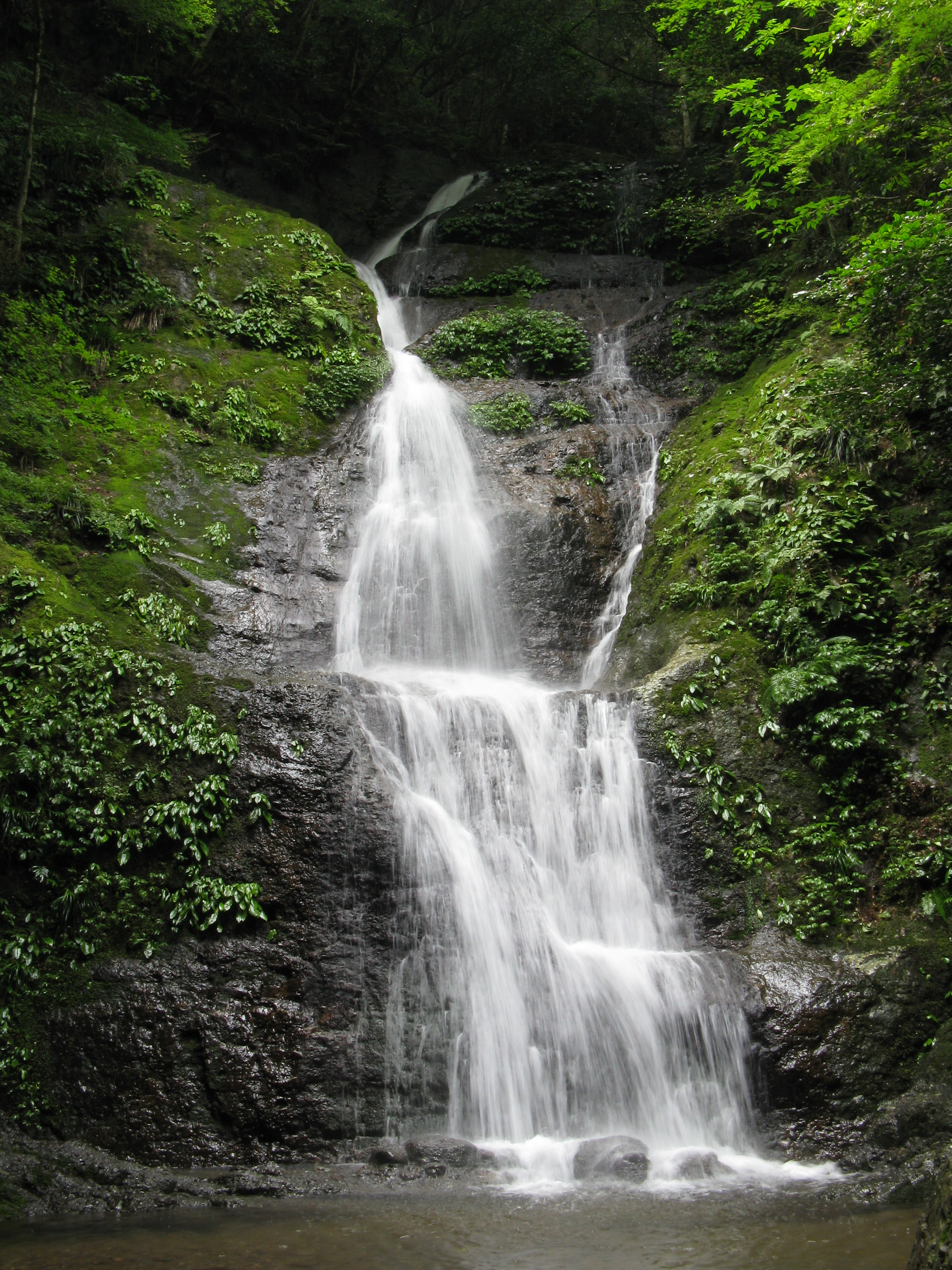
清水の滝

## 槇尾山への交通アクセス

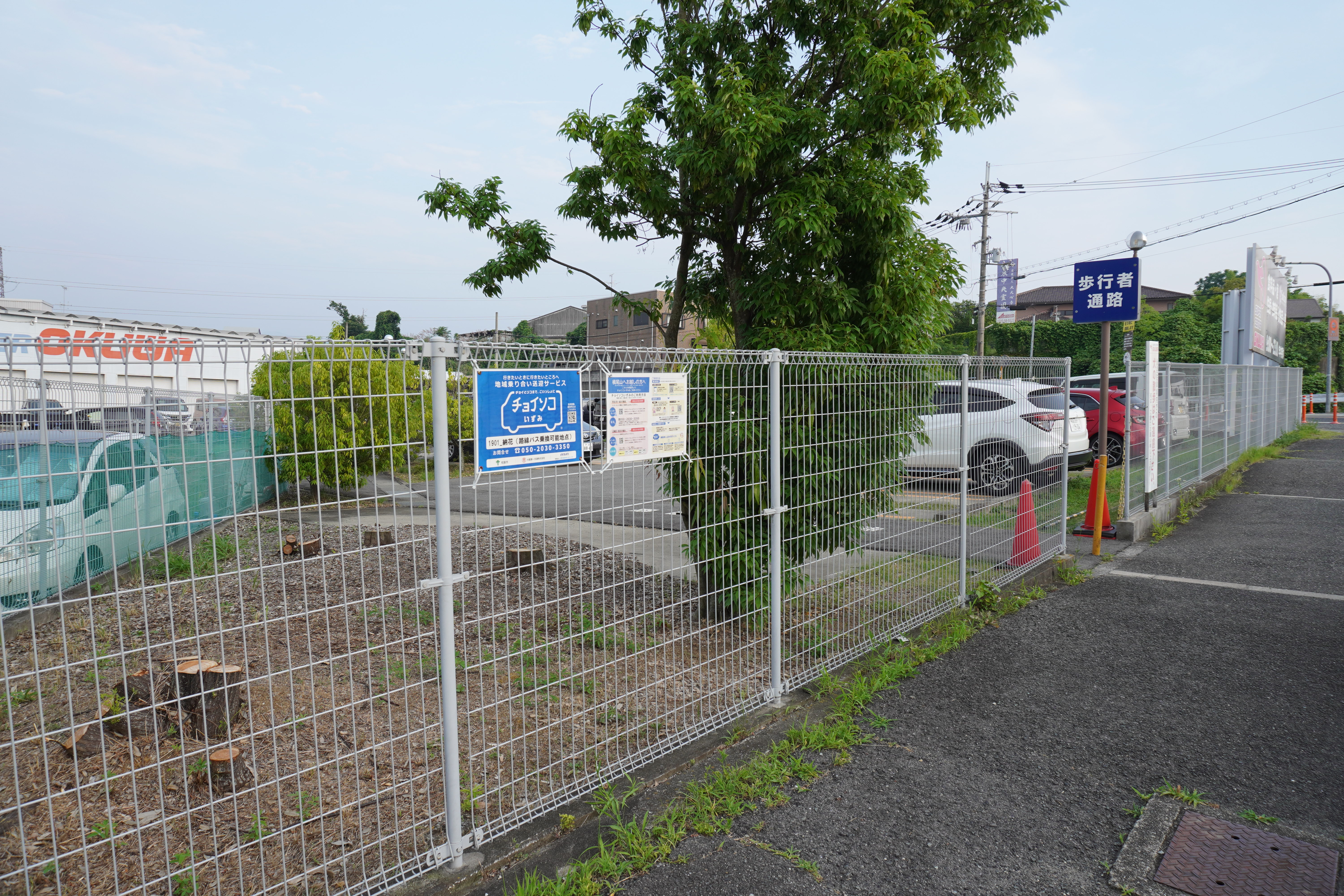
チョイソコいずみ納花停留所

- 南海泉北線和泉中央駅から南海バス阪本線またははつが野線に乗車し、「納花」または「和泉青葉台」で下車。予約制乗り合い送迎サービス「チョイソコいずみ」に乗り継ぎ、「1801 槇尾こもれびの森」、「1701 青少年の家・槇尾山グリーンランド」、「1601 槇尾山」で下車[2]。
  - かつては南海バス光明池営業所が、南海本線泉大津駅からハイキングコース入口の「槙尾山[注釈 1]」バス停までの路線バス（父鬼線34系統）を運行していたが、2005年7月1日改正で一部区間が廃止され[3]、ハイキングコースから離れた「槙尾山口[注釈 1]」までしか運行されなくなった。

そこで2005年12月11日から、和泉市のコミュニティバス「オレンジバス」に槙尾山ルートを加える形でバス運行が再開された。ルートは「槙尾中学校前」から「槙尾山」までの区間である。また「槙尾山口」から「槙尾山」までの区間はフリー乗降となっていた。しかし、2024年1月31日に運行を終了し、「チョイソコいずみ」に引き継がれた。
- 河内長野市側のハイキングコースの最寄りバス停は、南海高野線および近鉄長野線 河内長野駅から発着している日野・滝畑コミュニティバスの「滝畑ダム」である。
- 車でのアクセス：大阪府道228号槇尾山仏並線